# Amar Musić
Amar Musić (ur. 21 marca 1987 roku w Sarajewie) – chorwacki sztangista, uczestnik igrzysk olimpijskich w Rio de Janeiro. 

## Kariera

### Igrzyska olimpijskie
Wziął udział w rywalizacji w wadze do 85 kg podczas igrzysk w 2016 roku. W rwaniu uzyskał rezultat 150 kg, a w podrzucie 186 kg. W ostatecznym rozliczeniu uzyskał wynik 336 kg, co uplasowało go na 15. miejscu w klasyfikacji. 

### Doping
W lipcu 2012 został zawieszony na dwa lata z powodu pozytywnych wyników na zawartość anabolików we krwi. 